# František Adámek (odbojář)
František Adámek (20. července 1902 Zborovice – 23. dubna 1945 Kassel) byl český odbojář z období druhé světové války a oběť nacismu.

## Život

### Před druhou světovou válkou
František Adámek se narodil 20. července 1902 ve Zborovicích na kroměřížsku v rodině řídícího učitele a cvičitele Sokola. Oženil se s Boženou Pechtorovou, manželům se narodila dcera Naděžda (1928-2015) a syn Milan (1935-2015). Ještě před jejich narozením se v roce 1927 pár nastěhoval do Prostějova, kde František Adámek získal místo bankovního úředníka. Následně se stal společníkem dvou oděvních firem Adámek a Kaštil a AVADO. Jako jeho otec byl aktivním Sokolem, stal se starostou jedné z prostějovských jednot. Od roku 1931 byl členem a podporovatelem prostějovského Muzejního spolku.

### Druhá světová válka
Po německé okupaci v březnu 1939 vstoupil do protinacistického odboje a to v řadách Obrany národa. Měl na starosti budování struktur organizace a odbojovou činnost v severozápadní části Prostějova. Současně se zasazoval o Sokolskou organizaci a její majetek, čímž se dostal do sporu mj. s Hitlerjugend. Zatčen byl přímo na prostějovské úřadovně gestapa dne 26. srpna 1940. Vězněn byl v Olomouci, Breslau, Wohlau, Landsbergu a Kasselu. Zde se sice dožil osvobození spojeneckou armádou, dne 23. dubna 1945 ale zemřel v místním sanatoriu na následky dlouholetého věznění.

## Posmrtná ocenění
- V roce 1948 byl Františku Adámkovi in memoriam udělen Československý válečný kříž 1939
- V roce 2022 byl před bydlištěm Františka Adámka v Prostějově, Svatoplukově ulici 29 umístěn Kámen zmizelých[1]